# Michael Hedwig
Michael Hedwig (* 3. Februar 1957 in Lienz, Osttirol, Österreich) ist ein österreichischer Maler, Zeichner und Druckgrafiker.

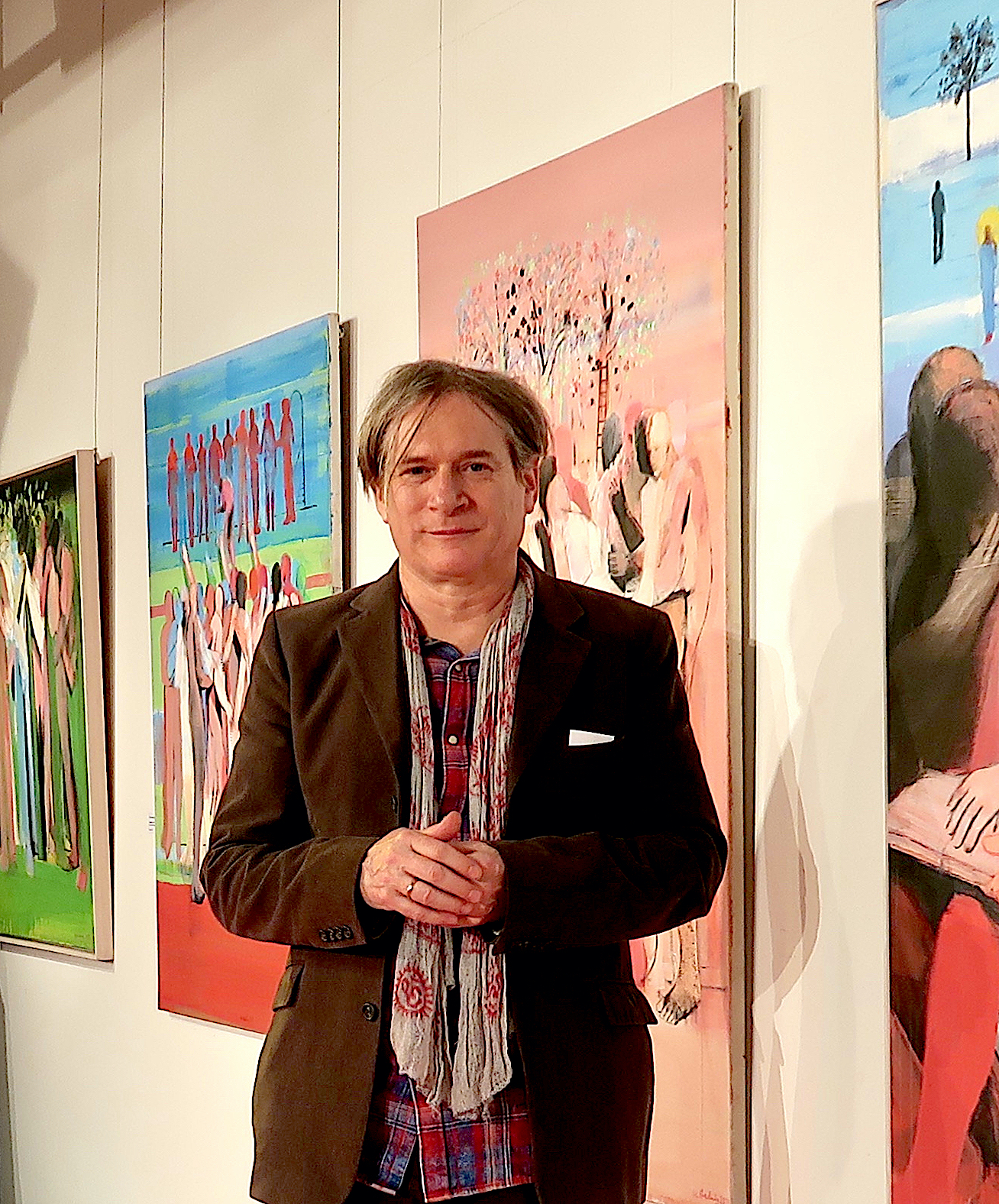
Michael Hedwig, 2017

## Leben
Michael Hedwigs mütterliche Wurzeln liegen in Osttirol. Die Mutter, Rosina Hedwig, geb. Mair, verw. Fercher, war Wirtshauspächterin. Hedwigs väterliche Wurzeln liegen in Hărman in Siebenbürgen. Als Angehöriger der Volksgruppe der Siebenbürger Sachsen in Rumänien, kam der Vater, Michael Hedwig, durch die Geschehnisse des Zweiten Weltkrieges nach Österreich, wo er als Mineur arbeitete.
Michael Hedwig studierte ab 1974 als Schüler von Anton Lehmden an der Akademie der bildenden Künste Wien, Diplom 1980, Mag.art.
1985 erhielt Hedwig seinen ersten Lehrauftrag in der damaligen Meisterschule Lehmden.
Ab 1998 arbeitete er als Assistent von Gunter Damisch, der ihn mit dem Aufbau einer „Offenen Werkstatt“ betraute.
Bis 2022 leitete Hedwig, als Assistenzprofessor, die Tiefdruckwerkstatt an der Akademie der bildenden Künste Wien.
Sein Atelier betreibt er im 6. Bezirk Wien, Mariahilf.
Michael Hedwig ist mit der rumänischen Künstlerin Simina Badea verheiratet. Die beiden führten zahlreiche gemeinsame Ausstellungsprojekte durch.

## Werk
Michael Hedwig hat sich als zentrale Ausrichtung seines künstlerischen Schaffens den menschlichen Körper erarbeitet. Wie ein roter Faden ziehen sich Körper und Körperlichkeit in variierenden Konstellationen und Facetten durch das Werk.
Sein Thema ist der Mensch: mit seinem Körper und seiner Seele, meist ohne Gesicht und Geschlecht, der Mensch aller Zeiten und Kulturen.
„Der menschliche Körper ist Träger von Energien, der im Zusammenwirken mit anderen jene energetischen und sozialen Muster entstehen lässt, in denen die Seele ihren Bereich der Entfaltung und Bewegung erfährt. Im Miteinander spiegeln und verstärken sich die Seelenkräfte und finden zu ihrer wechselvollen Gestalt“, so Hedwig.

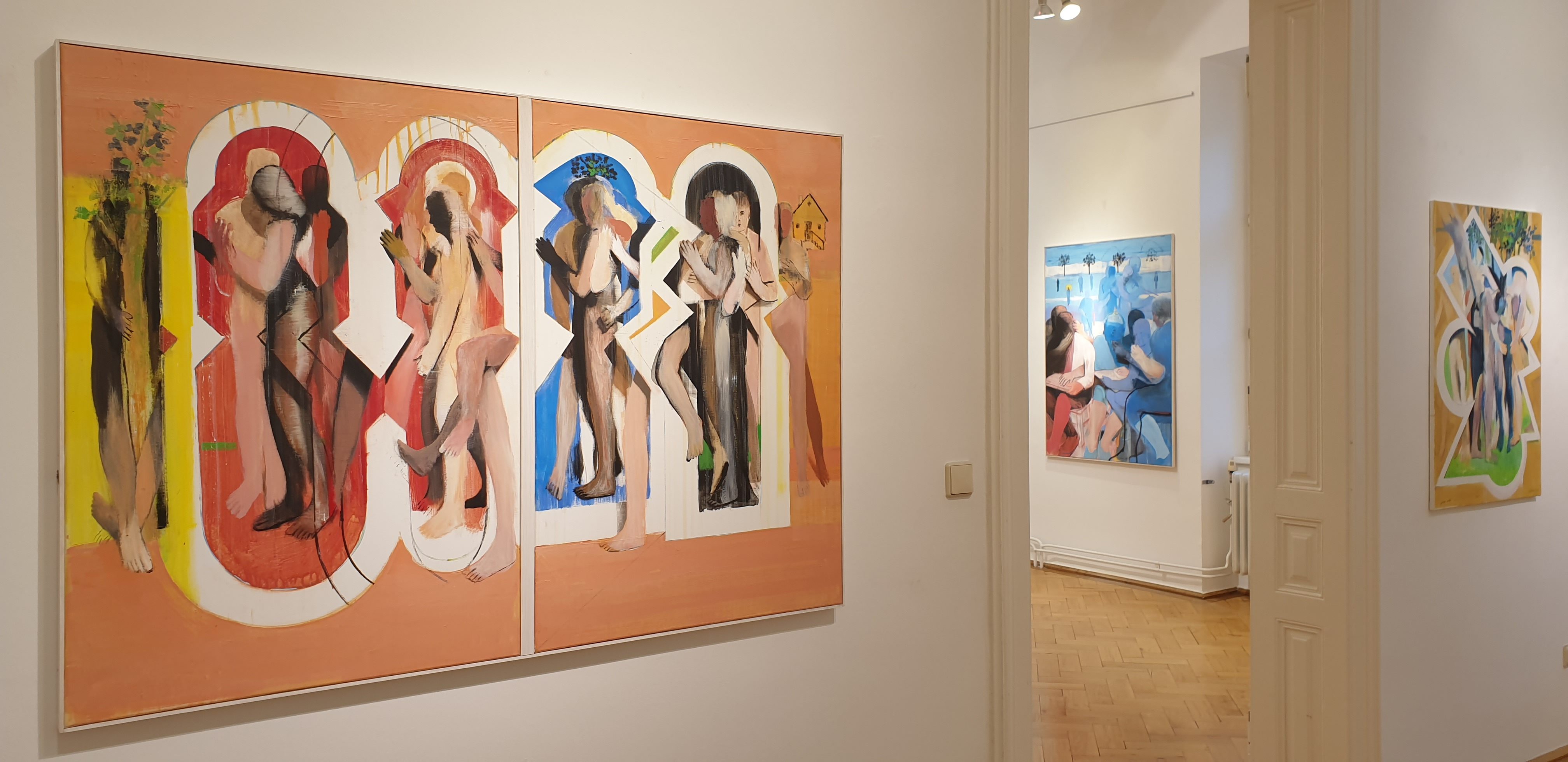
Ausstellungsansicht „Michael Hedwig - I sing the body electric“, Galerie GrenzArt, Hollabrunn, Niederösterreich, 2022

Im Schaffenszentrum steht also der Mensch, die menschliche Gestalt. Die/Der Einzelne, verstrickt in Mustern, Abhängigkeiten und Freiheiten. Meist als Darstellung gruppendynamischer Knäuel, in anonymen, farbigen Räumen, - manchmal in angedeuteten, malerisch reduzierten Landschaften oder in Verbindung mit geometrischen Konstruktionen.

## Werke im kirchlichen und öffentlichen Raum

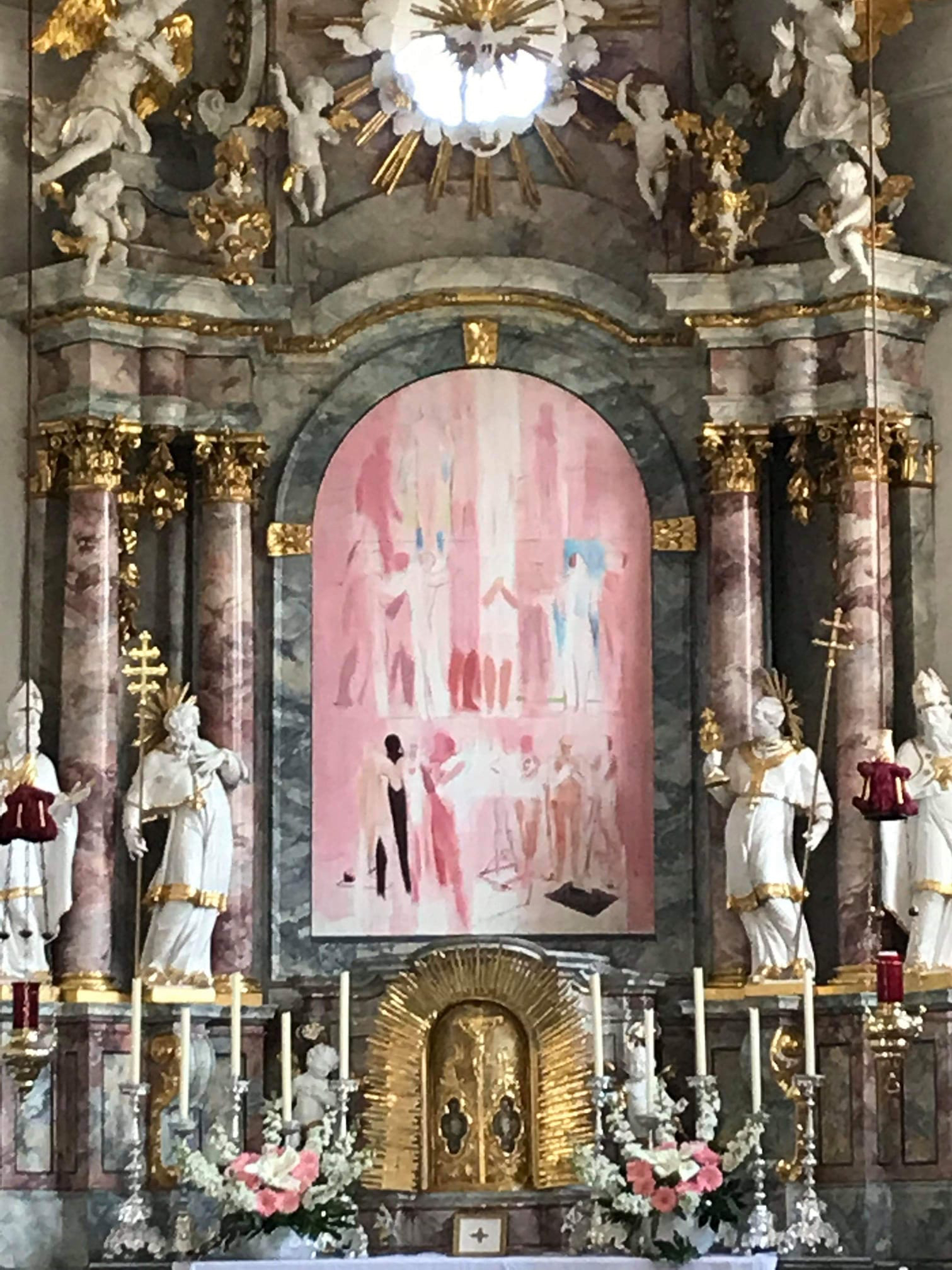
Österliches Hochaltarbild von Michael Hedwig in der Pfarrkirche Vill/Tirol

2002 malte er das „Österliche Hochaltarbild“ für die Pfarrkirche St. Martin, Vill/Tirol, das alljährlich von Ostersonntag bis Pfingsten gezeigt wird.

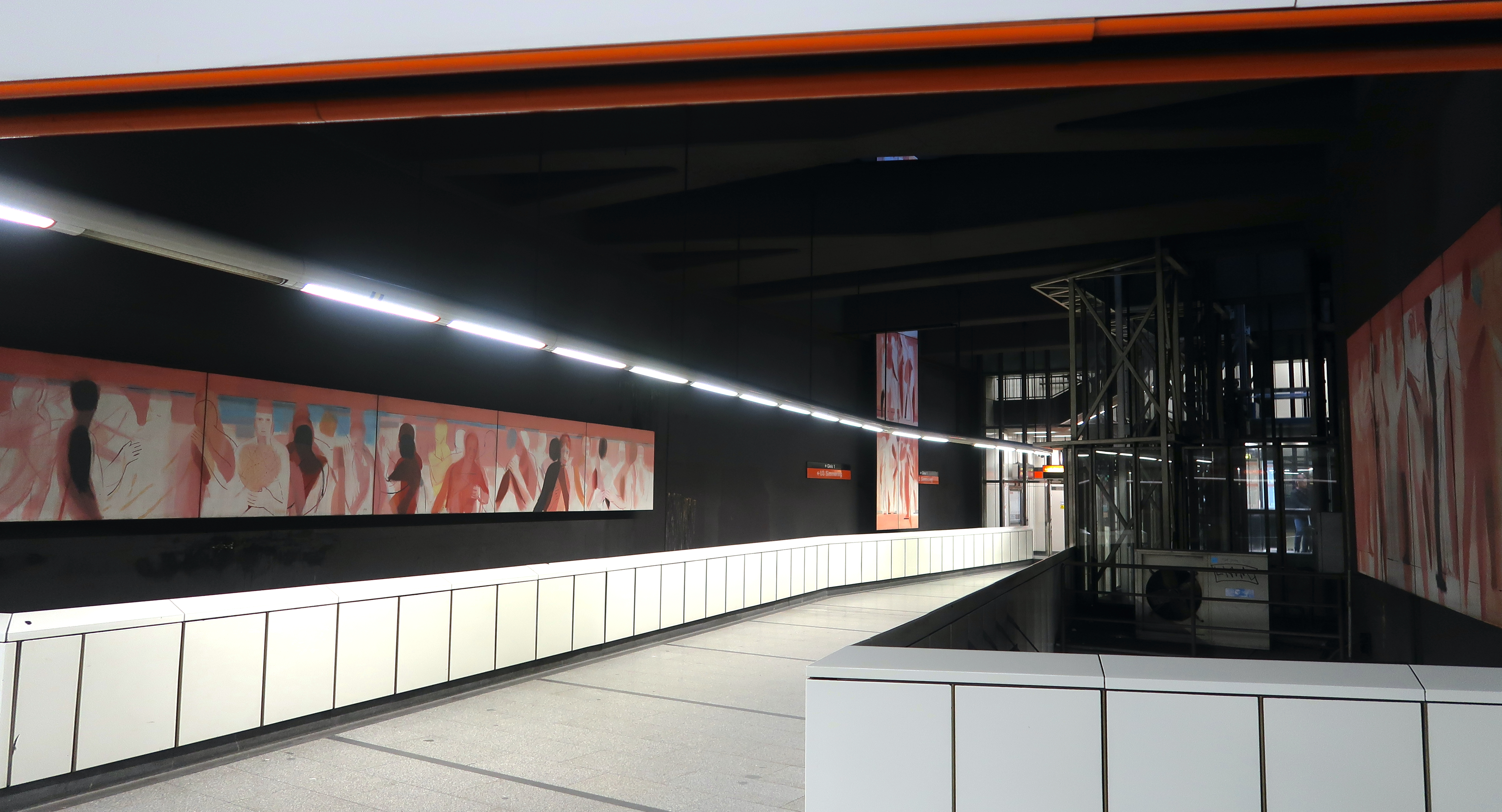
3-teilige Gemäldeinstallation von Michael Hedwig, U3-Stubentor, Ausgang Parkring, 1010 Wien

2005 gestaltete er im Auftrag der „Wiener Linien“ die U3-Station Stubentor, Ausgang Parkring, im 1. Bezirk in Wien, mit der 3-teiligen Gemäldeinstallation „Bewegungen der Seele“.
2010 schuf er das 11 × 7 m große „Fastentuch“ für den Dom zu St. Jakob in Innsbruck, wo das Tuch 2010 und 2011 während der Fastenzeit den Hochaltarraum verhüllte.

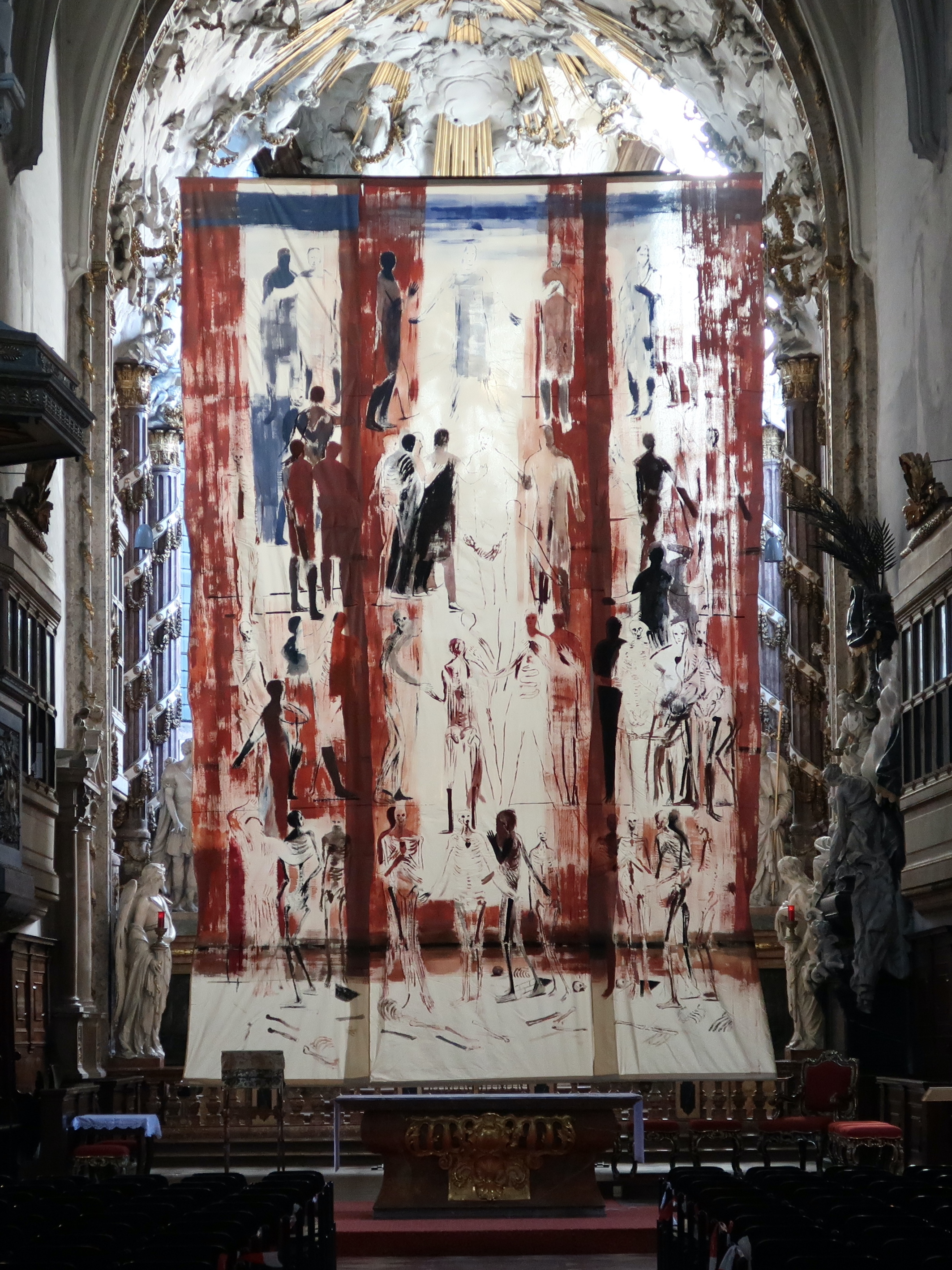
Fastentuch (11 × 7 m) von Michael Hedwig in der Michaelerkirche, Wien, 2021

2022 Mariahilf - „displaced“ - temporäre Intervention zur Fastenzeit im Dom zu St. Jakob in Innsbruck. Neben dem „Gnadenbild Mariahilf“ von Lucas Cranach d. Ä. wurden Marien-Zeichnungen von Michael Hedwig gezeigt.
2020, 2021, 2022 und 2023 wurde das „Fastentuch“ von Michael Hedwig in der Michaelerkirche, 1010 Wien, während der Fastenzeit gehängt.
2024 „Riesiges Fastentuch verhüllt den Hochaltar in St. Andrä“, Stadtpfarrkirche Lienz
2025 Fastentuch von Michael Hedwig in St. Andrä, Stadtpfarrkirche Lienz.

## Ausstellungen
Zahlreiche Einzel- und Gruppenausstellungen, Beteiligungen an internationalen Kunstmessen, Biennalen, Triennalen und Symposien.
Auswahl:^
- 2024 Michael Hedwig | Garten des Vertrauens, Galeria Sztuki Współczesnej Pastula, Poręby Kupieńskie - Kupno 492, Poręby Kupieńskie, Polen[31]

- 2024 Lokacje Kolekcja Sammlung Pastula / Pastula Collection, Instytut Sztuk Pięknych - Uniwersytet Rzeszowski - Universität Rzeszòw, Polen[32]
- 2024 Transfiguration, Galerie der Kunstwerkstatt Lienz[33]
- 2023 Gärten der Zuversicht, mit Simina Badea, ZeitKunst, Uni-Graz[34]
- 2022 I sing the body electric, Galerie GrenzArt, Hollabrunn, NÖ[35]
- 2022 Malerei, DolomitenBank Galerie, Lienz[36]
- 2022 Dem Ufer entlang, mit Simina Badea, RKI-Rumänisches Kulturinstitut, Wien[37]
- 2019 Kunstschätze, Infeld Haus der Kultur, Dobrinj, Kroatien[38]
- 2017 Weihnachtsausstellung, Infeld Haus der Kultur, Halbturn, Burgenland[39]
- 2017 Rückblick und Vorschau, Jubiläumsausstellung mit Andy Chicken und Wolfgang Pavlik, Spitalskirche, Lienz[40]
- 2016 Moderne Druckgrafik aus Österreich, Kleine Galerie, Wien[41]
- 2010 Commun(icat)ing bodies, Uni-Graz[42]
- 2007 Bewegungen der Seele – Ruhun Hareketleri, Österreichisches Kulturforum, Istanbul, Türkei[43]
- 2005 Zeichnungen, RLB-Atelier, Lienz[44]
- 2002 Neue Druckgraphiken, Wolfgang Buchta, Michael Hedwig, Christoph Kiefhaber, Georg Lebzelter, Michael Schneider, Veronika Steiner, Stoimen Stoilov, Herwig Zens, Kleine Galerie, Wien[45]
- 2002 Michael Hedwig, Über-Körper/Beden Üzerine, Türkei-Ausstellungsserie in Istanbul, Urfa, Ankara, Balikesir, Izmir, Antalya. In Zusammenarbeit mit dem Österreichischen Kulturforum, Istanbul.[46][47]
- 2000 Zelt-Körper, Ausstellungsserie, Galerie Schloss Neuhaus, Salzburg; Galerie Michel Ray, Paris; Galerie Klaus Angerer/Congress, Innsbruck; Kleine Galerie, Wien[48]
- 1996 Michael Hedwig, Galerie Wolfrum, Wien[49]
- 1995 Gärten, mit Anton Petz, Galerie Norbert Blaeser, Düsseldorf, Deutschland[50]
- 1994 works on paper, Fluxus Art Gallery, Lefkoşa, Kıbrıs, Zypern[51]
- 1991 paintings, Kunsthalle Steinamanger, Szombathelyi Képtár, Ungarn[52]
- 1991 Michael Hedwig - take you body, Theseustempel[53], Wien
- 1990 Wider-Schein, Aspekte des Religiösen in der österreichischen Gegenwartskunst, Tiroler Landesmuseum Ferdinandeum, Innsbruck[54]
- 1990 Michael Hedwig - Körper, Tiroler Kunstpavillon, Innsbruck; Galerie Anna Briem, St. Johann/Tirol; Galerie Rondula, Wien[55][56][57]
- 1983 Michael Hedwig, Förderungsgalerie der Gemeinde Wien, Alte Schmiede[58]

## Auszeichnungen
- 1979 erhielt er den Meisterschulpreis[59]
- 1980 erhielt er den Meisterschulpreis[59]
- 1983 erhielt er ein Arbeitsstipendium der Gemeinde Wien[59]
- 1986 erhielt er den Hauptpreis beim 20. Österreichischen Grafikwettbewerb in Innsbruck[60]
- 1988 erhielt er einen Ankaufpreis beim 21. Österreichischen Grafikwettbewerb in Innsbruck[59]
- 2000 erhielt er den Theodor-Körner-Preis für die Realisierung einer 12-teiligen Radierserie „Über-Körper“[59]
- 2023 erhielt er die Ehrenmitgliedschaft der Künstler:innen Vereinigung Tirol